# Abgeschrägtes Hexaeder
Das abgeschrägte Hexaeder (auch Cubus simus genannt) ist ein chirales Polyeder (Vielflächner), das zu den archimedischen Körpern zählt. Es setzt sich zusammen aus 38 Flächen, nämlich 6 Quadraten und 32 gleichseitigen Dreiecken, und hat 24 Ecken sowie 60 Kanten. Dabei bilden jeweils vier Dreiecke und ein Quadrat eine Raumecke.
Die jeweils sich paarweise gegenüberliegenden Quadrate sind parallel und gegeneinander um ca. 33° verdreht (die Drehachse verläuft durch die Flächenmitten). Die folgenden Bilder zeigen zwei zueinander spiegelbildliche abgeschrägte Hexaeder.

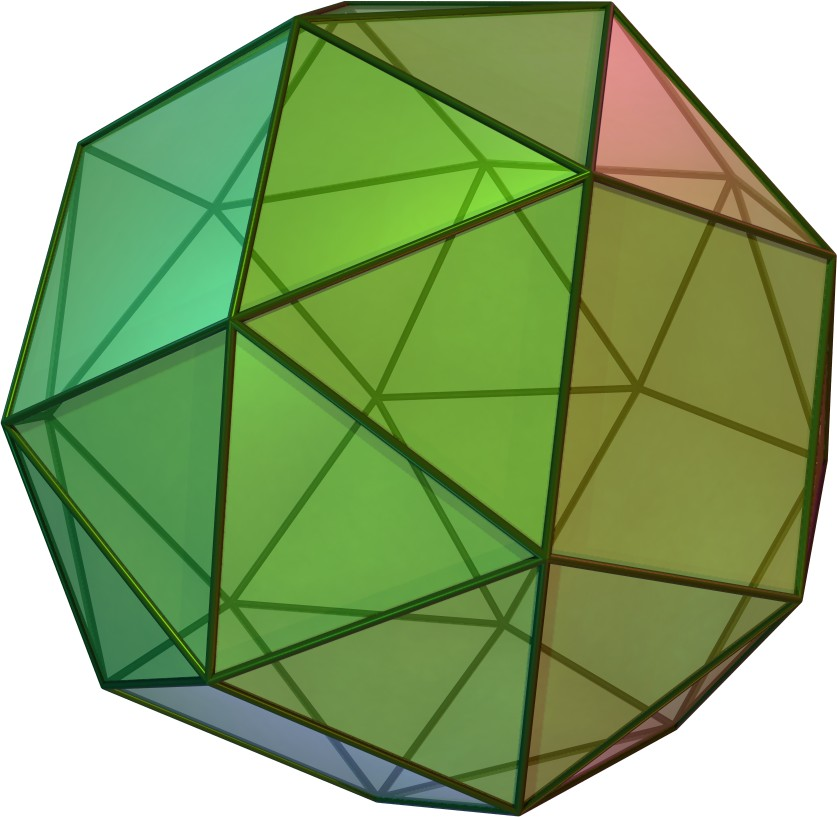
Spiegelvariante 1
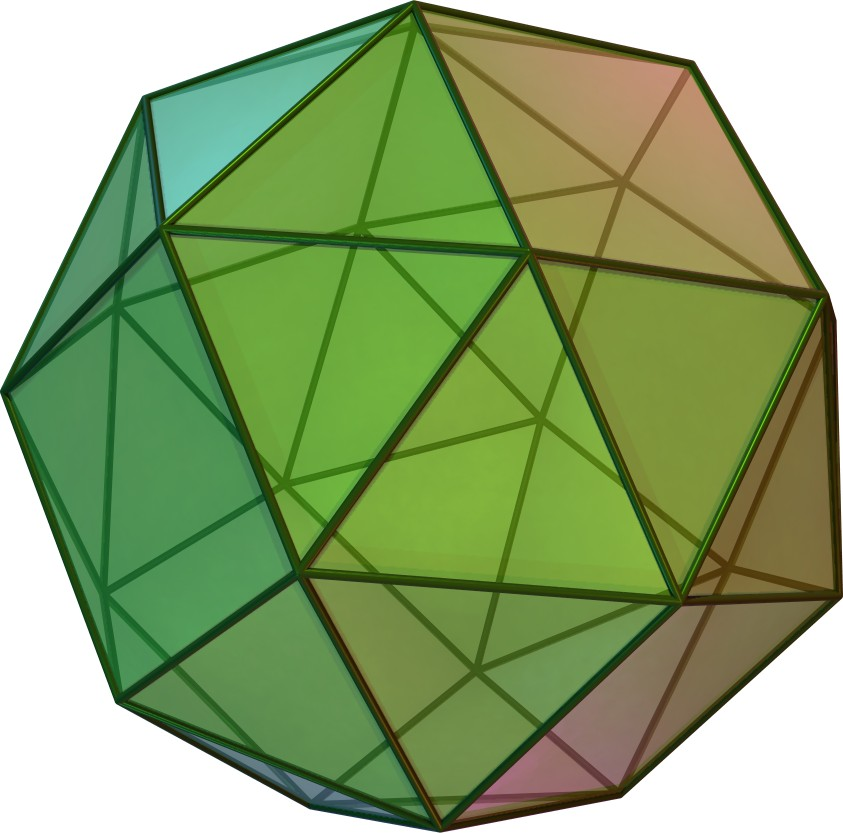
Spiegelvariante 2

Der zum abgeschrägten Hexaeder duale Körper ist das Pentagonikositetraeder.

## Kartesische Koordinaten
Durch Permutationen von
{\displaystyle \left(\pm 1,\pm {\frac {1}{T}},\pm T\right)}
erhält man kartesische Koordinaten für die Ecken eines abgeschrägten Hexaeders. Dabei bezeichnet
{\displaystyle T={\frac {1}{3}}\left(1+{\sqrt[{3}]{19+3{\sqrt {33}}}}+{\sqrt[{3}]{19-3{\sqrt {33}}}}\right)\approx 1{,}8392867552}
die Tribonacci-Konstante. Eine der beiden Varianten des Körpers ergibt sich durch gerade Permutationen und eine gerade Anzahl von Minuszeichen sowie durch ungerade Permutationen und eine ungerade Anzahl von Minuszeichen. Für die gespiegelte Variante kombiniert man gerade Permutationen und eine ungerade Anzahl von Minuszeichen sowie ungerade Permutationen und eine gerade Anzahl von Minuszeichen. Die beiden durch diese Koordinaten festgelegten abgeschrägten Hexaeder haben die Seitenlänge {\displaystyle {\sqrt {2+4T-2T^{2}}}}.

## Konstruktion

Konstruktion eines abgeschrägten Hexaeders

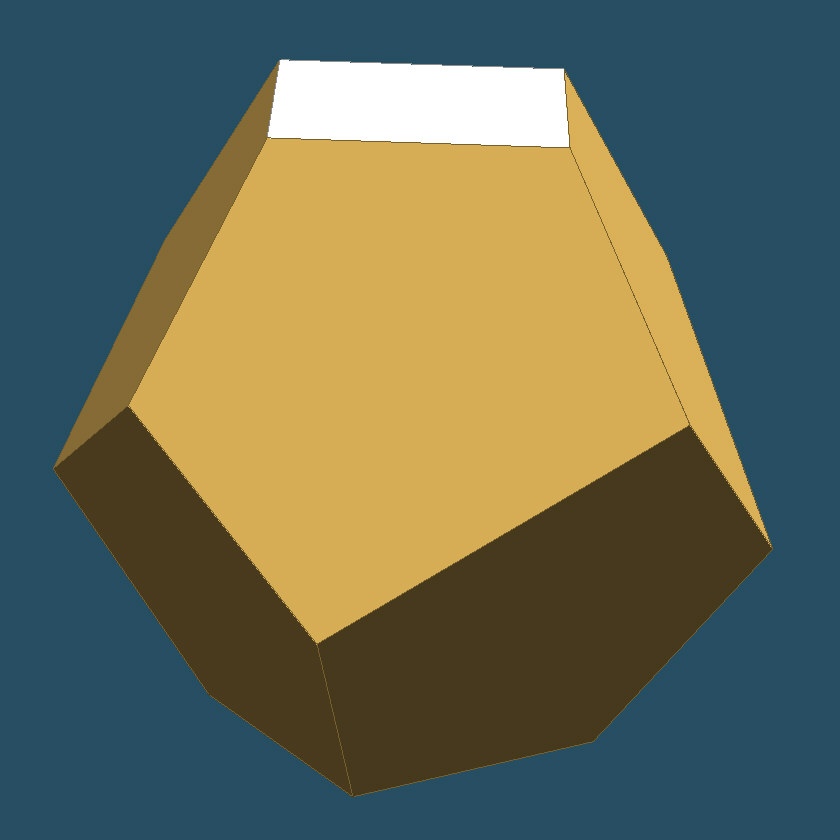
„Schiefes“ Dekaeder mit 8 Fünfecken und 2 Quadraten als Begrenzungsflächen

- Wie der Name schon andeutet, entsteht dieses Polyeder durch fortwährendes Abschrägen eines Hexaeders, sodass am Ende sechs (kleinere) Quadrate übrigbleiben, die koplanar mit den ursprünglichen Begrenzungsflächen des Würfels sind. Die quadratischen Flächen des gegebenen Würfels werden zugleich gedreht und verkleinert, wobei die Ebenen der Quadrate sich nicht ändern.[1] Die ursprünglich zusammenfallenden Ecken werden durch Kanten verbunden, sodass gleichseitige Dreiecke entstehen. Bei einer Variante des Verfahrens bleibt die Größe der Quadrate gleich, dafür wird der Abstand vom Mittelpunkt vergrößert.
- Durch das Aufsetzen kleiner Pyramiden (mit fünfeckiger Grundfläche und vier gleichseitigen Dreiecken sowie einem „halben Quadrat“ als Mantelfläche) auf die acht fünfeckigen Begrenzungsflächen eines speziellen Dekaeders (s. Abb. rechts) erhält man ebenfalls ein abgeschrägtes Hexaeder.
- Verdreht man bei einem Rhombenkuboktaeder diejenigen sechs Quadrate, die koinzident mit den Begrenzungsflächen eines umbeschriebenen Würfels sind (und sich paarweise gegenüberliegen), gegeneinander um den Winkel ω (s. Formel unten) und fügt jeweils eine Diagonale in die übrigen, jetzt verzerrten Quadrate ein, entsteht auch ein abgeschrägtes Hexaeder.

## Formeln

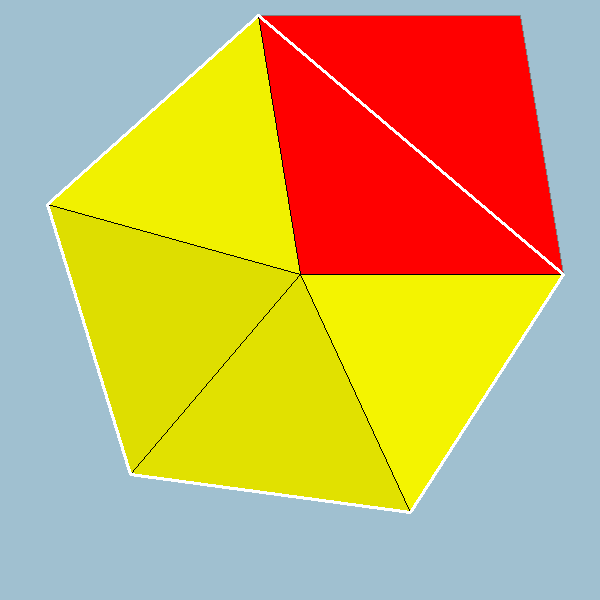
Ausschnitt einer Raumecke des abgeschrägten Hexaeders

Nachfolgend bezeichne der Term t den Kosinus des kleineren Zentriwinkels ζ im Sehnenfünfeck (die weißen Linien in der Grafik rechts) mit den Seitenlängen a und d (Quadratdiagonale).
{\displaystyle t=\cos(\zeta )={\frac {1}{6}}\left({\sqrt[{3}]{19+3{\sqrt {33}}}}+{\sqrt[{3}]{19-3{\sqrt {33}}}}-2\right)\approx 0{,}4196433776}
Wird zum doppelten Wert von t die Zahl 1 addiert, erhält man die Tribonacci-Konstante, welche den Limes des Verhältnisses (≈ 1,84) zweier aufeinanderfolgenden Zahlen dieser Folge darstellt.
| Größen eines abgeschrägten Hexaeders mit Kantenlänge a | Größen eines abgeschrägten Hexaeders mit Kantenlänge a                                         |
| ------------------------------------------------------ | ---------------------------------------------------------------------------------------------- |
| Volumen                                                | {\displaystyle V\,={\frac {a^{3}}{3{\sqrt {1-2t}}}}\left(3{\sqrt {2t}}+4{\sqrt {2+2t}}\right)} |
| Oberflächeninhalt                                      | {\displaystyle A_{O}=2a^{2}\left(3+4{\sqrt {3}}\right)}                                        |
| Umkugelradius                                          | {\displaystyle R={\frac {a}{2}}{\sqrt {\frac {2-2t}{1-2t}}}}                                   |
| Kantenkugelradius                                      | {\displaystyle r={\frac {a}{2{\sqrt {1-2t}}}}}                                                 |
| 1. Flächenwinkel (Trigon–Trigon) ≈ 153° 14′ 5″         | {\displaystyle \cos \alpha _{1}=-{\frac {1}{3}}\left(1+4t\right)}                              |
| 2. Flächenwinkel (Quadrat–Trigon) ≈ 142° 59′           | {\displaystyle \cos \alpha _{2}={\frac {1-2{\sqrt {1+t}}}{\sqrt {3}}}}                         |
| Flächen-Kanten-Winkel (Quadrat–Trigon) ≈ 126° 24′ 12″  | {\displaystyle \cos \beta ={\frac {1-2{\sqrt {t}}}{{\sqrt {2}}\left(1-{\sqrt {t}}\right)}}}    |
| 3D-Kantenwinkel (Trigon–Trigon) ≈ 114° 48′ 43″         | {\displaystyle \cos \gamma =\,-t}                                                              |
| Quadrat-Drehwinkel ≈ 32° 56′ 6″                        | {\displaystyle \sin \omega ={\frac {2t}{(1-2t)(1+2t)^{2}}}-1}                                  |
| Eckenraumwinkel ≈ 1,1426 π                             | {\displaystyle \Omega =\,3\alpha _{1}+2\alpha _{2}-3\pi }                                      |
| Sphärizität ≈ 0,9652                                   | {\displaystyle \Psi ={\frac {\sqrt[{3}]{36\,\pi \,V^{2}}}{A_{O}}}}                             |